# Tarúcia (gens)
Tarúcia (em latim: Tarutia, pl. Tarutii), as vezes escrita como Tarrúcia (Tarrutia), era uma obscura família plebeia da Roma Antiga . Poucos membros desta gens são mencionados na história romana, dos quais o mais conhecido é provavelmente Lúcio Tarúcio Firmano, um notável matemático e astrólogo do século I a.C..

## Origem
O nome Tarúcio tem origem etrusca. 

## Ramos e cognomina
Firmano, o cognome do matemático Lúcio Tarúcio, foi derivado de sua cidade natal, Firmo em Piceno.

## Membros
- Lúcio Tarúcio Firmano, amigo tanto de Varrão quanto de  Cícero, foi um matemático e astrólogo. Varrão o consultou sobre a vida de Rômulo, e Firmano fez o horóscopo do antigo rei. Ele concluiu que Rômulo nasceu em 23 de setembro, no segundo ano da segunda Olimpíada, 771 a.C., e que Roma foi fundada em 9 de abril. Varrão rejeitou a data posterior em favor da tradicional celebração da fundação de Roma no dia 21 [2] abril [3]
- Tarúcia C.l. Medona, uma liberta enterrada em Bário, na Apúlia, em uma tumba construída pelo liberto Caio Tarúcio Filomuso para si mesmo, Tarúcia, e uma terceira pessoa chamada Ácrato, datada do início do primeiro século. [4]
- Caio Tarúcio C. l. Filomuso, um liberto que construiu para si um túmulo em Bário, para a liberta Tarúcia Medona e uma terceira pessoa chamada Ácrato, datada do início do primeiro século. [4]
- Tarúcio, nomeado num cinerário de Altino em Venécia e Ístria, datado do início do século I. [5]
- Lúcio Tarúcio, nomeado num cinerário em Altino, datado do início do primeiro século. [6]
- Quinto Tarrúcio Tranquilino, um dos vários homens encarregados da manutenção das fontes de Roma em 141 D.C. [7]
- Tarúcio Vitor, juntamente com Dídio Valeriano, um dos herdeiros de Aulo Valério Cassiano, um soldado enterrado em Blera na Etrúria. Ele e Dídio construíram uma tumba para Valério, datada entre o início do século II e o final do século III. [8]
- Tarúcio, nomeado numa inscrição sepulcral de Roma, datada da primeira metade do século IV. [9]
- Tarúcio, nomeado numa inscrição sepulcral de Roma, datada da segunda metade do século IV. [10]

### Tarutii sem data
- Tarúcia, nomeada em uma inscrição sepulcral de Aquileia em Venécia e Ístria. [11]
- Tarúcio, nomeado em uma inscrição de Maglona na Britânia.[12]